# Un éléphant qui se balançait

Un éléphant qui se balançait est une chanson enfantine en langue française, souvent utilisée d'un point de vue pédagogique pour initier les enfants à la numération et les aider à apprendre à compter.

## Chanson
Un éléphant qui se balançait est une chanson pour enfants. 
Elle raconte l’histoire d’un éléphant qui se balance sur une toile d'araignée et qui trouve cela tellement amusant qu’il invite d’autres éléphants à le rejoindre. Les éléphants continuent à se balancer sur la toile jusqu’à ce qu’elle se casse et qu’ils tombent tous. 
Très populaire auprès des enfants, cette chanson est souvent utilisée pour les initier à la numération et les aider à apprendre à compter. L'utilisation pédagogique de cette chanson a amené des auteurs à créer un kit amenant les enfants à répéter et mémoriser les chiffres.

## Paroles et musique
Les paroles sont les suivantes :
Un éléphant qui se balançait

Sur une toile, toile, toile, toile d’araignée, 

C’était un jeu tellement, tellement amusant, 

Qu’il appela un deuxième éléphant
La chanson est assez courte et repose sur quatre accords : Sol, Mim, La et Ré.